# オロロス
オロロス（Olorus）は、トラキアの王の名前である。娘のHegesipyleは、紀元前490年にマラトンの戦いでアケメネス朝ペルシアを破ったアテナイの政治家で将軍のミルティアデスと結婚した。
また、『戦史』の著者である紀元前5世紀のアテナイの歴史家トゥキディデスの父の名前もオロロスという。